# تهاجم (فیلم ۱۹۷۵)
تهاجم (به هندی: Aakraman) و (به انگلیسی: Invasion) فیلمی هندی محصول سال ۱۹۷۵ و به کارگردانی جی. اوم پراکاش است. در این فیلم بازیگرانی همچون آشوک کومار، سانجیو کومار، راکیش روشن، ریکا، ممتاز شانتی، فریده جلال و آسرانی ایفای نقش کرده‌اند.